# Nikolai Alexandrowitsch Wassiltschikow

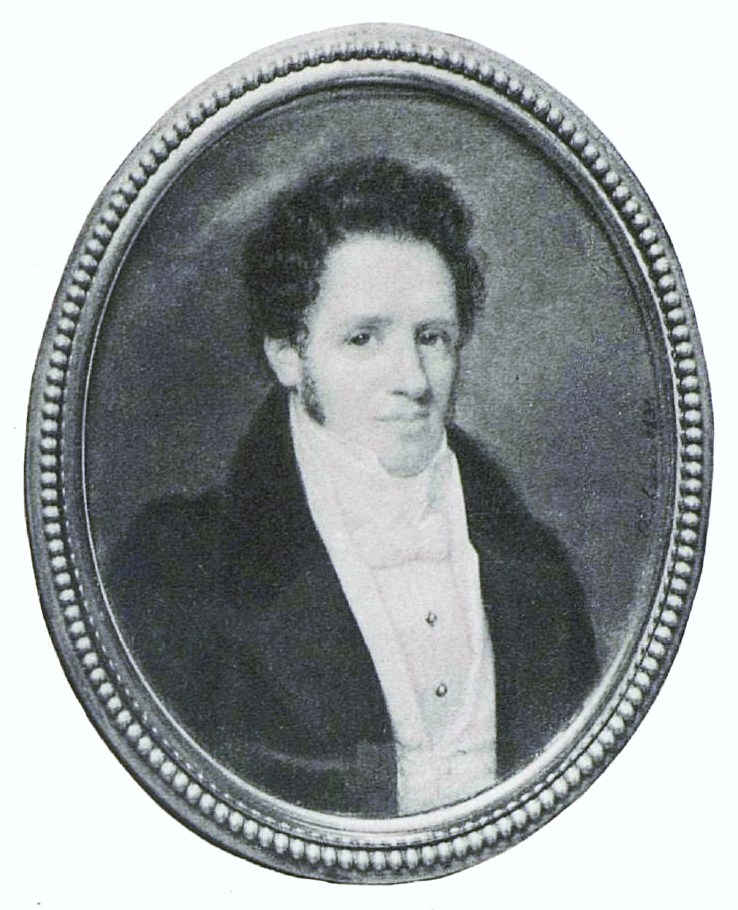
Nikolai Alexandrowitsch Wassiltschikow (um 1830)

Nikolai Alexandrowitsch Wassiltschikow (russisch: Васильчиков, Николай Александрович, * 28. Apriljul. / 9. Mai 1799greg. in Wien; † 8. Julijul. / 20. Juli 1864greg. in Moskau) war ein Bojar  und Angehöriger der Dekabristen. 

## Leben
Nach seiner häuslichen Schulausbildung wurde N.A. Wassiltschikow in das Kaiserliche Pagenkorps aufgenommen. Im Dienstgrad eines Kadetten wurde er in das Kavallerie-Leibgarde-Regiment versetzt und 1822 zum Kornett befördert. Das Leibgarde-Regiment gehörte zu den Leibgarden,  die 1825 an der Revolte der Dekabristen maßgeblich beteiligt waren. Nikolai Alexandrowitsch war aber kein Rädelsführer, sondern zählte zu den Mitläufern und schon kurz nach dem Aufstand bereute er seine Mittäterschaft. Am 29. Januar 1826 wurde er verhaftet und in die Festung Peter und Paul zu Sankt Petersburg eingesperrt. Am 15. Juni 1826 erhielt er eine Bewährungsstrafe, er wurde im Dienstgrad Kornett dem 5. Reserve-Kavallerie-Korps zugeteilt und stand unter ständiger Beobachtung. In jedem Monat wurde ein Bericht über sein Verhalten geschrieben. Am 7. Juli 1826 wurde er zum Dragoner-Regiment nach Twer versetzt und danach wurde er dem Serpukhow-Ulanen-Regiment zugeteilt. Nachdem er im April 1828 in das Charkow Ulan Regiment versetzt worden war, wurde er im Russisch-Persischen Krieg von 1826 bis 1828 und im Russisch-Türkischen Krieg von 1828 bis 1829 eingesetzt. In Anerkennung seiner Tapferkeit und einer Verwundung wurde er mit dem Russischen Orden der Heiligen Anna (4. Klasse) ausgezeichnet. 
Am 14. August 1830 wurde er, immer noch Kornett, aus dem Militärdienst entlassen. Es wurde ihm unter Androhung einer Strafe verboten, sich in der Hauptstadt Sankt Petersburg und den Großstädten des Russischen Kaiserreiches aufzuhalten. Er wählte Vsehsvytask in der Nähe von Moskau als seinen Wohnsitz. Im Jahr 1831, nach der Bitte seiner Mutter und der Fürsprache von Fürst Illarion Wassiljewitsch Wassiltschikow, durfte er sich wieder in Moskau aufhalten und dort leben. Am 20. Februar 1839 reichte Nikolai Alexandrowitsch ein Gnadengesuch ein, diesem wurde am 9. Mai 1839 stattgegeben. Nach seinem Tod wurde er neben seiner Frau im Moskauer Simon-Kloster beigesetzt, die Grabstätte wurde nicht erhalten.

## Herkunft und Familie

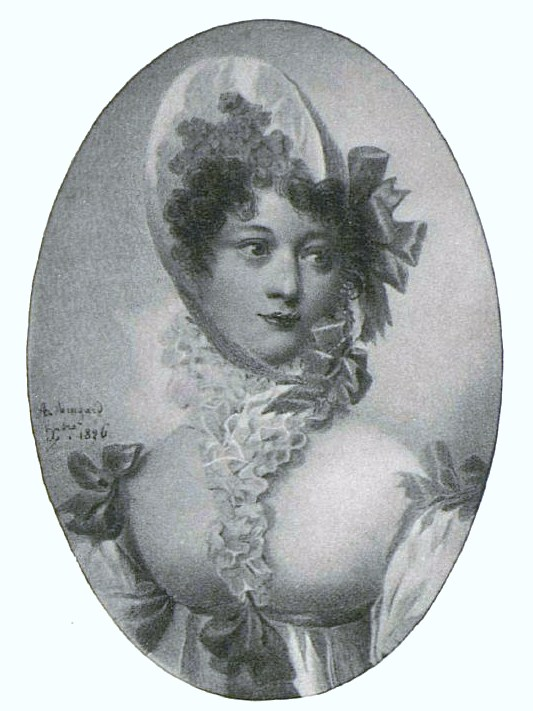
Katharina Petrowna Demidowa (1826)

N.A. Wassiltschikow stammte aus dem Adelsgeschlecht Wassiltschikow, sein Vater war Knes Alexander Iwanowitsch Wassiltschikow, der mit Katharina Iwanowna Grekowa verheiratet war. Seine Cousins waren der Senator Alexei Wassiljewitsch Wassiltschikow (1776–1854) und der Direktor der Eremitage in Sankt Petersburg Alexander Alexejewitsch Wassiltschikow (1832–1890). Nikolai Alexandrowitsch war mit Katharina Petrowna  Demidowa (1801–1851), der Tochter des Kriegskommissars Pjotr Iwanowitsch Demidow (1755–1818) und Alexandra Michailowna Krasnenkowa (1770–1847), verheiratet. Ihr Sohn Nikolai Nikolajewitsch wurde nur 3 Jahre alt, seine Schwester Katharina Nikolajewna heiratete Samuil Alexandrowitsch Panchulidzew (1825–1893).